# Gretel Schulze
Gretel Schulze (* 31. Dezember 1948 in Velten; † 4. April 2019 in Potsdam) war eine deutsche Kabarettistin und Regisseurin.

## Leben
Gretel Schulze studierte Regie an der Hochschule für Film und Fernsehen Potsdam-Babelsberg und war anschließend am Hans Otto Theater tätig. Hier führte sie Anfang der 1980er Jahre Regie in Stücken wie Jahrmarktsfest zu Plundersweilern von Peter Hacks oder Gavroche von Peter Ensikat. Darüber hinaus war sie als Chansonsängerin aktiv.
Im Jahr 1996 übernahm sie die Leitung des 1978 gegründeten Potsdamer Kabaretts Obelisk, dessen Ensemble sie seit 1990 angehörte und das sie bis zu ihrem Tod führte. Als künstlerische Leiterin des Hauses schrieb sie viele Stücke mit und spielte sie auf der Bühne.
2017 inszenierte sie mit Franz von Suppés Die schöne Galathée in der Biosphäre Potsdam erstmals eine Operette. Sie starb nach kurzer Krankheit im Klinikum Ernst von Bergmann Potsdam.